# Werner Lihsa
Dit overzicht is mogelijk incompleet; u kunt helpen door het uit te breiden.
Werner Lihsa (3 juni 1943) is een voormalig voetballer uit Oost-Duitsland, die speelde als doelman.

## Clubcarrière
Lihsa kwam zijn gehele loopbaan uit voor BFC Dynamo Berlin. In 1975 beëindigde hij zijn actieve carrière.

## Interlandcarrière
Bij absentie van eerste keus Jürgen Croy kwam Lihsa in totaal één keer (nul doelpunten) uit voor de nationale ploeg van Oost-Duitsland. Onder leiding van bondscoach Georg Buschner maakte hij zijn debuut op 1 november 1972 in de vriendschappelijke wedstrijd tegen Tsjecho-Slowakije (1-3) in Bratislava.